# Бердянський район (1923—2020)
Бердя́нський райо́н — колишній район у південно-східній частині Запорізької області. Районний центр: Бердянськ. Населення становить 183 984 осіб (2020 р.). Площа району 4461,56 км². Утворено 1923 року, розширено під час адміністративно-територіальної реформи в Україні в 2020 році.

## Географія

### Розташування
Бердянський район розташований у південно-східній частині Запорізької області, його площа становить 4461,56 км². Район межує на заході з Мелітопольським районом, на півночі — з Пологівським районом Запорізької області, на сході — з Донецькою областю, на півдні — берег Азовського моря. Вся територія району — степи.
Більша частина Бердянського району лежить на Причорноморській низовині (висота 30-100 метрів). У північній частині району — відроги Приазовської височини, з яружно-балковим та останцевим рельєфом (висота до 200 метрів). На півдні район омивається Азовським морем. Північно-східна частина Бердянського району розташована у межах Лівобережно-Дніпровсько-Приазовської північно-степової фізико-географічної провінції, південно-західна — у межах Причорноморської середньо-степової фізико-географічної провінції. На території району протікає 11 річок басейну Азовського моря, найбільші з них — річки Берда, Обіточна з притокою Кільтиччя.

### Рельєф
Поверхня району — слабо розчленована рівнина, що є частиною Руської рівнини, місцями пагорбиста з глибокими долинами. Тут залягають древні кристалічні породи, які виходять на поверхні в долинах річок, ярів та балках. Серед корисних копалин широко розповсюджені граніти, гнейси, суглинки, глина, піски; є також лікувальні грязі та мінеральні води.
Ґрунти району — малогумусні чорноземи, а також солончакові, піщані та супіщані.

### Клімат
Район належить до дуже посушливої, помірно спекотної агрокліматичної зони. Клімат помірно континентальний. Пересічна температура січня −4 °C, липня +23,5 °C. Період з температурою понад +10 °C становить 178 днів. Опади становлять 391—434 мм на рік, із них 60 % випадає в теплий період року. Висота снігового покрову 10 см. Гідрометеостанція — м. Бердянськ.

### Ландшафти
За фізико-географічним районуванням Запорізької області, район лежить у межах Чернігівсько-Розівського фізико-географічного району Приазовської височинної області й Мелекінсько-Новоазовського району Лівобережно-Дніпровсько-Приазовського північно-степового краю Північностепової підзони, а також Токмацько-Корсацького й Приморсько-Бердянського районів Західноприазовської схилові-височинної області Причорноморського середньостепового краю Середньостепової підзони Степової зони.

### Природно-заповідний фонд
До природно-заповідного фонду Бердянського району входить 2 об'єкти загальнодержавного значення (1 національний природний парк, 1 пам'ятка природи), а також 28 об'єктів ПЗФ  місцевого (обласного) значення:
1. Приазовський національний природний парк
2. Ботанічний заказник «Малюк»
3. Ентомологічний заказник «Цілинна ділянка»
4. Ентомологічний заказник «Вигін»
5. Ентомологічний заказник «Балка Вовча»
6. Ботанічний заказник «Зелена гора»
7. Ботанічний заказник «Цілинна ділянка»
8. Ботанічний заказник «Шайтанова балка»
9. Ботанічний заказник «Вишнева балка»
10. Ентомологічний заказник «Балка Засоріна»
11. Ентомологічний заказник «Балка біля ставка»
12. Скеля «Висока скеля», заповідна з 1972 р.
13. Скеля «Віслюкові вуха», заповідна з 1972 р.
14. «Філонова балка»
15. «Стара прісноводна криниця з цілиною»
16. Пам'ятка природи «Гранітні Скелі»
17. «Захарівська фортеця»
18. Земляний курган з цілиною
19. «Ділянка узбережжя Азовського моря»
20. Земляний курган з цілинкою
21. «Горна гряда з кам'янистими розсипами»
22. Скеля «Кристал» і скеля «Кварцитова»
23. «Цілинна ділянка»
24. «Лисяча балка»
25. «Ближні Макорти»
26. Вікові дерева клену гостролистого
27. «Балочка лугова»
28. «Степова цілина»
29. «Скеля Сова Пимонова»
30. Ландшафтний заказник «Берестівський»[5]
31. Бердянське водосховище

## Історія
Бердянський район як територіальну одиницю було утворено 1923 року у складі Мелітопольської округи Катеринославської губернії. З 1923 по 1925 роки район був Новоспасівським за назвою найбільшого на той період населеного пункту — села Новоспасівка (нині село Осипенко), з 1925 по 1939 роки — Бердянський район. 1930 року Бердянський район увійшов до складу Дніпропетровської області. 10 січня 1939 року Бердянський район був переданий до Запорізької області. У 1939 році район було перейменовано в Осипенківський район на честь уродженки місцевого села Новоспасівка Героя Радянського Союзу, уславленої льотчиці та світової рекордсменки Поліни Осипенко. У 1941-43 роках район входив до Бердянської округи Дніпропетровського генерального округу. У червні 1958 року район перейменовано на Бердянський район. 2020 року район було розширено за рахунок ліквідованих Приморського і Чернігівського районів під час адміністративно-територіальної реформи в Україні.

## Адміністративний устрій
Адміністративно-територіально район поділяється на 4 сільські, 2 селищні та 2 міські громади:
| Територіальні громади  | Адмін. центр    | Площа (км²) | Населення (осіб) | Кількість поселень |
| ---------------------- | --------------- | ----------- | ---------------- | ------------------ |
| Андрівська сільська    | село Андрівка   | 194,59      | 3350             | 4                  |
| Андріївська селищна    | смт Андріївка   | 497,84      | 7216             | 14                 |
| Бердянська міська      | місто Бердянськ | 253,45      | 115414           | 5                  |
| Берестівська сільська  | село Берестове  | 498,15      | 4596             | 11                 |
| Коларівська сільська   | село Болгарка   | 418,64      | 5801             | 11                 |
| Осипенківська сільська | село Осипенко   | 419,60      | 7575             | 7                  |
| Приморська міська      | місто Приморськ | 979,29      | 23487            | 20                 |
| Чернігівська селищна   | смт Чернігівка  | 1200,00     | 16545            | 41                 |

## Населення
Розподіл населення за віком та статтю (2001):
| Стать | Всього | До 15 років | 15-24 | 25-44 | 45-64 | 65-85 | Понад 85 |
| --- | ------ | ----------- | ----- | ----- | ----- | ----- | -------- |
| Чоловіки | 14 646 | 2822        | 1921  | 4091  | 3809  | 1921  | 82       |
| Жінки | 17 049 | 2534        | 1844  | 4093  | 4414  | 3719  | 445      |
| \| Статево-вікова піраміда \| Статево-вікова піраміда \| Статево-вікова піраміда \| \| ----------------------- \| ----------------------- \| ----------------------- \| \| Чоловіки \| Вік \| Жінки \| \| 82 \| 85 + \| 445 \| \| 110 \| 80-84 \| 475 \| \| 399 \| 75-79 \| 996 \| \| 716 \| 70-74 \| 1324 \| \| 696 \| 65-69 \| 924 \| \| 1231 \| 60-64 \| 1667 \| \| 534 \| 55-59 \| 730 \| \| 932 \| 50-54 \| 910 \| \| 1112 \| 45-49 \| 1107 \| \| 1201 \| 40-44 \| 1157 \| \| 1080 \| 35-39 \| 1070 \| \| 954 \| 30-34 \| 981 \| \| 856 \| 25-29 \| 885 \| \| 868 \| 20-24 \| 847 \| \| 1053 \| 15-20 \| 997 \| \| 1243 \| 10-14 \| 1099 \| \| 914 \| 5-9 \| 839 \| \| 665 \| 0-4 \| 596 \| |        |             |       |       |       |       |          |
| Статево-вікова піраміда |        |             |       |       |       |       |          |
| Чоловіки | Вік    | Жінки       |       |       |       |       |          |
| 82 | 85 +   | 445         |       |       |       |       |          |
| 110 | 80-84  | 475         |       |       |       |       |          |
| 399 | 75-79  | 996         |       |       |       |       |          |
| 716 | 70-74  | 1324        |       |       |       |       |          |
| 696 | 65-69  | 924         |       |       |       |       |          |
| 1231 | 60-64  | 1667        |       |       |       |       |          |
| 534 | 55-59  | 730         |       |       |       |       |          |
| 932 | 50-54  | 910         |       |       |       |       |          |
| 1112 | 45-49  | 1107        |       |       |       |       |          |
| 1201 | 40-44  | 1157        |       |       |       |       |          |
| 1080 | 35-39  | 1070        |       |       |       |       |          |
| 954 | 30-34  | 981         |       |       |       |       |          |
| 856 | 25-29  | 885         |       |       |       |       |          |
| 868 | 20-24  | 847         |       |       |       |       |          |
| 1053 | 15-20  | 997         |       |       |       |       |          |
| 1243 | 10-14  | 1099        |       |       |       |       |          |
| 914 | 5-9    | 839         |       |       |       |       |          |
| 665 | 0-4    | 596         |       |       |       |       |          |

За переписом 2001 року розподіл мешканців району за національністю було таким:
- українці — 75.9 %
- росіяни — 14.7 %
- болгари — 7.3 %

За переписом 2001 року розподіл мешканців району за рідною мовою був таким:
- українська — 68,52 %
- російська — 27,75 %
- болгарська — 3,05 %
- вірменська — 0,26 %
- білоруська — 0,07 %

Населення району станом на січень 2015 року налічувало 25 768 осіб, з них міського — 2 903 (Андріївка), сільського — 22 865 осіб.

## Економіка
На території Бердянського району здійснюють діяльність ряд промислових підприємств:
- Бердянський м'ясокомбінат та ВКФ «Меркурій» — здійснюють переробку м'яса та субпродуктів — виробляє ковбаси, м'ясні напівфабрикати, м'ясні консерви;
- цех № 2 ЗАТ «Каучук» — підрозділ підприємства ЗАТ «Каучук» м. Маріуполь і відноситься до галузі хімічної та нафтохімічної промисловості. Цех виробляє гумові запчастини для сільгосптехніки.

За 2009 рік сільгосппідприємствами всіх форм власності району вироблено 1614,3 тонн м'яса худоби та птиці, 9177,6 тонни молока, валовий збір становить 110,9 тис. тонн.
Харчову продукцію на території району крім ВКФ «Меркурій» виробляють декілька сільськогосподарських підприємств, у тому числі: ТОВ «Нива», Сільськогосподарське ПП Агрофірма «Росія», ПСПА «Перемога», ПСПАФ «Смірнова».
Кількість сільськогосподарських підприємств в районі (станом на кінець 2009 р.) — 110, в тому числі селянських фермерських господарств — 86, приватних сільськогосподарських підприємств — 9, товариств з обмеженою відповідальністю — 5, сільськогосподарських кооперативів — 4.
Великих сільськогосподарських підприємств у районі 23, серед них 9 приватної форми власності, 5 товариств з обмеженою відповідальністю, 4 фермерських господарств, 5 структурних підрозділів (агроцехів) ДП «Ілліч-Агро Запоріжжя» ВАТ ММК ім. Ілліча (м. Маріуполь Донецької області).

### Туризм
У Бердянському районі 3 села (Дмитрівка, Азовське та Новопетрівка) розташовані на узбережжі Азовського моря. На території Новопетрівської, Луначарської та Дмитрівської сільських рад діють 3 дитячі оздоровчі табори та 20 баз відпочинку для усіх вікових категорій туристів.
Оздоровчі заклади
- Дитячо-оздоровчий заклад «Стріла»
- Дитячо-оздоровчий заклад «Чарівний острів»
- Дитячо-оздоровчий заклад «Весна»
- База відпочинку вихідного дня" Плутон"
- База відпочинку «Граніт»
- База відпочинку «Стара фортеця»
- База відпочинку «Хімік»
- База відпочинку «Росія»
- База відпочинку «Петровська фортеця»
- База відпочинку «Петровська фортеця»
- База відпочинку «Петровська фортеця»
- База відпочинку «Комунар»
- База відпочинку «Україна»
- База відпочинку «Росинка»
- База відпочинку «Пам'ять»
- База відпочинку «Мир»
- База відпочинку «Шторм»
- База відпочинку «БАС»
- База відпочинку «Гвоздика»
- База відпочинку «Тюльпан»
- База відпочинку «Ямал»
- База відпочинку «Троянда»
- База відпочинку «Авіатор»

## Транспорт
Територією району проходить автошлях E58.

## Соціальна сфера
Мережа установ культури району нараховує 24 клуби, 22 бібліотечні установи, 3 дитячі музичні школи, 7 музеїв на громадських засадах. На державному обліку перебуває 283 пам'ятники історії та культури. У 2008 році на базі Осипенківського краєзнавчого музею створено інформаційно-туристичний центр.

### Заклади культури і мистецтв
1. Народний музей села Осипенко (туристичний центр)

### Історико-архітектурні споруди
1. Залишки Захарівської фортеці
2. Залишки Петрівської фортеці

На території с. Новопетрівці на березі Азовського моря розташована Петровська фортеця. Збудована вона у другій половині XVIII століття з метою ліквідації татарсько-турецької загрози. Площа фортеці — 12 га. Також на території Новопетрівської сільської ради розташовані 11 курганів.
На території села Осипенко розташовані 7 курганів, які віднесено до періоду IV ст. до н. е. — XIV ст. н. е. Історія цього краю пов'язана з історією Запорізького козацтва, а також з іменем Героя Радянського Союзу П. Д. Осипенко — жінкою-льотчицею.
На території краю розташовані дуже мальовничі виходи скель над р. Бердою: «Висока» та « Ослині вуха», які давно стали місцем відпочинку туристів.
На території села Троїцьке розташовані залишки збудованої у 1770 році Захар'ївської фортеці. Фортеця збудована з метою ліквідації турецько-татарської загрози та виходу до Чорного та Азовського моря.

### Туристичні маршрути
Перший маршрут передбачає розташування туристичної групи у селі Новопетрівка на березі Азовського моря, база формування груп — це бази відпочинку, дитячі табори. Звідси автобусом ми прибуваємо в с. Осипенко, де працівники краєзнавчого музею проводять розширену екскурсію з історії нашого краю. Далі наш маршрут пролягає на мальовничі береги річки Берда, звідси, автобусами прямуємо до Захар'ївської фортеці, де знайомимо наших туристів з історією розбудови укріпрайону нашого краю з середини XIX століття. Автобусний маршрут, який приведе відпочивальників назад у Новопетрівку на базу розташування, прокладений таким чином, що з вікон автобуса нашим туристам буде добре видно мальовничі краєвиди нашого краю та кургані могильники Сарматів та Скіфів, які заселяли раніше цю територію.
Другий маршрут передбачає собою знайомство туристів і відпочивальників з етнографією та народним мистецтвом нашого краю. Екскурсійні групи формуються на базах відпочинку в селі Луначарське, розташованого на березі Азовського моря. Свій маршрут, туристична екскурсія розпочинає з села Трояни, де туристи зможуть познайомитись з самобутнім народним болгарським колективом пісні та танцю. Екскурсовод розкаже історію переселення болгар на територію Приазов'я. Подальший екскурсійний маршрут проляже на територію Долинської сільської ради, де неподалеку села Кримка, туристи познайомляться з пам'ятками археології ІУ тисячоліття до нашої ери та другого тисячоліття нашої ери курганним могильником «Канат Могилою», яка налічує вісім земляних насипів поховань Скіфів та Сарматів. Від села Кримка, маршрут проляже до села Луначарське, де в самобутній садибі за всіма національними традиціями болгарської кухні на туристів очікує обід та знайомство з побутом болгар-переселенців, їх традиціями та ремеслами, наявністю такої садиби ми запатентуємо роботу зеленого туризму в районі.

## Політика
25 травня 2014 року відбулися Президентські вибори України. У межах Бердянського району було створено 25 виборчих дільниць. Явка на виборах складала — 48,09 % (проголосували 10 950 із 22 771 виборців). Найбільшу кількість голосів отримав Петро Порошенко — 37,90 % (4 150 виборців); Сергій Тігіпко — 15,91 % (1 742 виборців), Михайло Добкін — 9,00 % (986 виборців), Юлія Тимошенко — 7,42 % (813 виборців), Вадим Рабінович — 7,03 % (770 виборців). Решта кандидатів набрали меншу кількість голосів. Кількість недійсних або зіпсованих бюлетенів — 2,64 %.